# Afonso Vasques de Sousa
Afonso Vasques de Sousa, o Cavaleiro; (1370 - 1425), trineto do rei D. Afonso III de Portugal, foi um Ricos-homens do Reino de Portugal , descendente do rei Afonso Henriques,e do rei Dinis I de Portugal,foi o 4º senhor de Santarém e seria também um dos Senhores de Mortágua.Foi o 2º Senhor de Serva e Atei, 3º Senhor da Torre de Santo Estêvão e o 2º Senhor de juro e herdade de Penaguião, Gestaçô e Fontes.

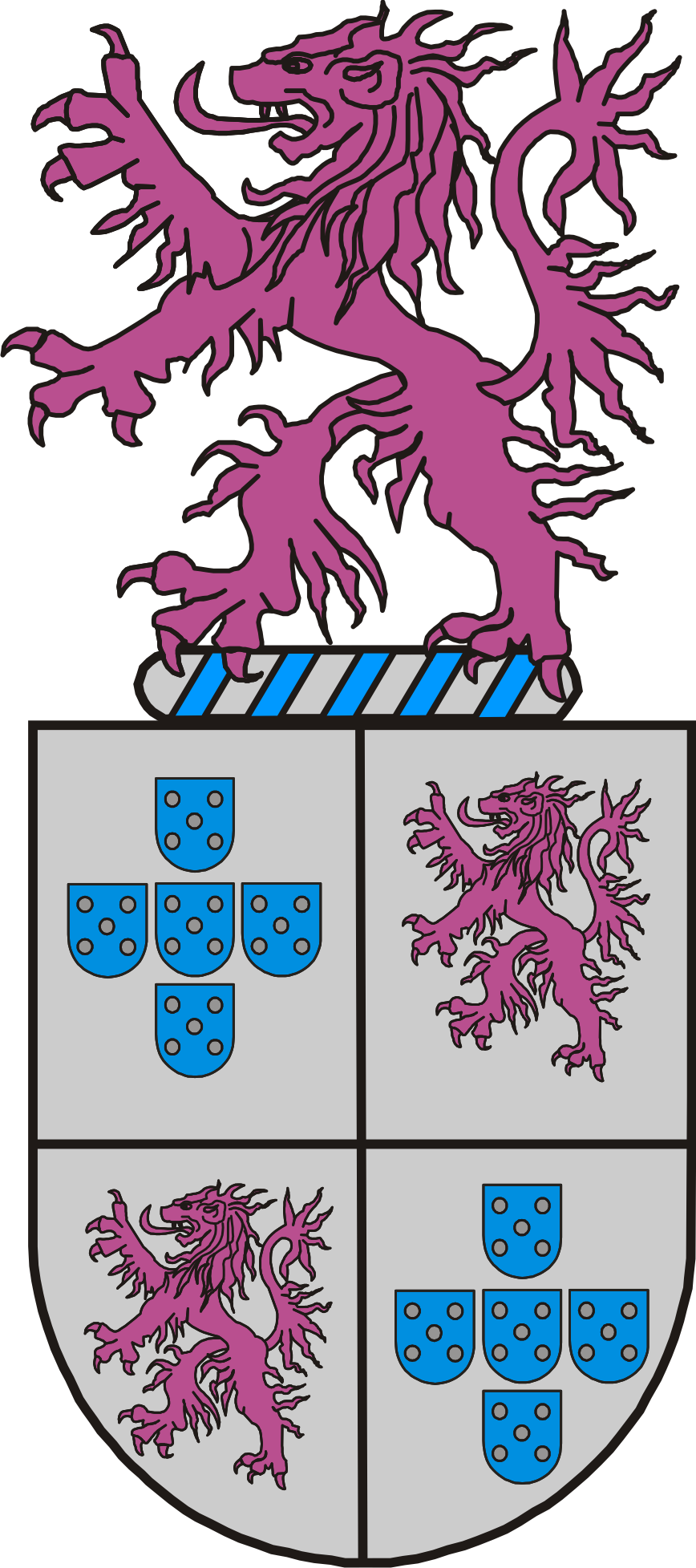
Brasão da Família Souza-Prado

## Relações familiares
Filho de Vasco Martins de Sousa Chichorro e de sua 2ª mulher Estefânia Garcia.
Casou-se com Leonor Lopes de Sousa, filha de D. Lopo Dias de Sousa 1362, Senhor de Mafra,  Ericeira e Enxara dos Cavaleiros.
Filhos:
- Afonso Vasques de Sousa II (1400), cavaleiro da Ordem de Cristo
- Branca de Sousa (1405)
- Mécia de Sousa (1410)
- Isabel de Sousa (1410)[1][2]